# Rallus longirostris saturatus
Rallus longirostris saturatus is een ondersoort van de klapperral uit de familie van rallen.

## Verspreiding
De soort komt voor aan de kust van zuidoostelijk North Carolina tot oostelijk Florida.